# Peter Paul Gerhard Buehning mlajši
Peter Paul Gerhard Buehning mlajši, ameriški rokometaš, * 29. april 1954, Boston.
Leta 1972 je na poletnih olimpijskih igrah v Münchnu v sestavi ameriške rokometne reprezentance osvojil 14. mesto.